# Lloydminster
Lloydminster è un comune (city) del Canada, situato al confine tra le province dell'Alberta e del Saskatchewan. A differenza di altri casi di città che si trovano al confine tra due diverse province, Lloydminster non è suddivisa in due città gemelle, ma è un'unica entità con una singola amministrazione municipale.